# Fred Ehrsam
Frederick « Fred » Ernest Ehrsam III est un dirigeant d'entreprise et investisseur américain. Il est le cofondateur et ancien associé directeur de la société d'investissement en crypto-monnaie Paradigm. Il est également le cofondateur de la plateforme d'échange de crypto-monnaie Coinbase.

## Jeunesse et études
Ehrsam nait le 10 mai 1988 à Boston et grandit à Concord. Il joue aux jeux vidéo à un niveau professionnel au lycée et est un fervent joueur de World of Warcraft, ce qui lui a fait découvrir le concept des monnaies numériques dans le jeu,).
En 2010, Ehrsam est diplômé avec mention de l'Université Duke, obtenant un Bacholor of Science en informatique avec une mineure en économie. À Duke, il est membre de la fraternité Sigma Alpha Epsilon,.

## Carrière
Après avoir obtenu son diplôme de Duke, Fred Ehrsam devient négociant en devises à la banque d'investissement Goldman Sachs à New York,. Il découvre le Bitcoin grâce à l'article d'un professeur de l'Université de Georgetown et commence à trader pendant son temps libre.

### Coinbase
En 2012, Ehrsam et Brian Armstrong cofondent Coinbase dans un appartement à San Francisco, afin de permettre aux amateurs de crypto-monnaie d'échanger des bitcoins et d'autres monnaies numériques,. Ehrsam et Armstrong se sont rencontrés sur le forum du subreddit Bitcoin. Ehrsam est le premier président de Coinbase. Ehrsam aurait contacté l'université de Duke pour investir dans la série C 2015 de Coinbase. Il multiplie par cent l'investissement initial de Duke. En janvier 2017, il annonce qu'il quittait l'entreprise, mais qu'il resterait membre de son conseil d'administration. Il aurait également toujours détenu 8,9 % des actions de Coinbase en avril 2021 et aurait été affecté au comité d'audit de la société avant son offre publique d'avril 2021.
Ehrsam est présenté comme l'un des principaux protagonistes du roman de 2020 Kings of Crypto: One Startup's Quest to Take Cryptocurrency Out of Silicon Valley and Onto Wall Street.
Ehrsam a, avec Brian Armstrong et Julian Langschaedel, déposé plusieurs brevets auprès de l'USPTO. Les brevets se concentrent principalement sur les transactions Bitcoin.

### Paradigm
En 2018, Ehrsam cofonde la société d'investissement en crypto-monnaie Paradigm avec l'ancien investisseur de Sequoia Capital Matt Huang. Ils fondent la société pour investir dans les crypto-monnaies et les sociétés du marché crypto. Ils deviennent ainsi associés directeurs de la société,. En octobre 2020, la société avait réalisé 28 investissements dans des sociétés liées aux cryptomonnaies.
Le 15 novembre 2021, Paradigm clôture le plus grand fonds de capital-risque de crypto-monnaie jamais créé à l'époque. Le fonds lève un total de 2,5 milliards de dollars pour investir dans des projets naissants de crypto-monnaie et du Web3.
En octobre 2023, Ehrsam démissionne de son rôle d'associé directeur chez Paradigm et annonce qu'il continuerait à agir en tant qu'associé.

## Reconnaissance
- 2013 – Ehrsam est nommé sur la liste des 30 personnes de moins de 30 ans qui changent le monde du Time[19]
- 2014 – Ehrsam est nommé sur la liste Forbes des 30 personnes de moins de 30 ans à 25 ans[3]